# Achaearanea fresno
Achaearanea fresno är en spindelart som beskrevs av Levi 1955. Achaearanea fresno ingår i släktet Achaearanea och familjen klotspindlar. Inga underarter finns listade i Catalogue of Life.